# Uzay-le-Venon
Uzay-le-Venon – miejscowość i gmina we Francji, w Regionie Centralnym, w departamencie Cher.
Według danych na rok 1990 gminę zamieszkiwały 383 osoby, a gęstość zaludnienia wynosiła 11 osób/km² (wśród 1842 gmin Regionu Centralnego Uzay-le-Venon plasuje się na 768. miejscu pod względem liczby ludności, natomiast pod względem powierzchni na miejscu 246.).